# Нижняя долина Одера (национальный парк)
Национальный парк Нижняя Долина Одера основан в 1995 году в Германии. Он расположен в нижнем течении Одера на северо-востоке Бранденбурга, в районе Уккермарк, и охватывает площадь 10418 га. С немецкой стороны его территория окружена ландшафтным заказником Регион Национального Парка Нижняя Долина Одера (Nationalparkregion Unteres Odertal). Вместе с прилегающими с польской стороны ландшафтным парком Нижняя Долина Одера (Park Krajobrazowy Dolina Dolnej Odry, 6000 га) и Цедынским ландшафтным парком (Cedynski Park Krajobrazowy, 30850 га) национальный парк Нижняя Долина Одера образует единую природоохранную зону.
В 1992 году немецко-польский совет по окружающей среде объявил трансграничной природоохранной территорией область между каналом Хоэнзатен-Фридрихстхалер и руслом Одера (с немецкой стороны) и междуречье Восточного и Западного Одера от Видуховы до канала Скосница (с польской стороны). Эта территория получила имя Международный парк Нижняя долина Одера. Трансграничная охранная зона охватывает площадь 1172 км² и простирается вдоль нижней долины Одера как с польской, так и с немецкой стороны, на 60 км.

## Особенности национального парка
Национальный парк простирается вдоль Одера в виде полосы шириной от двух до восьми километров. Восточный берег Одера резко возвышается до 100 м над уровнем моря. Западный берег, вдоль которого проходит канал Хоэнзатен-Фридрихстхальтер, менее высокий, а в районе Шведта (при впадении реки Вельзе) весьма пологий.
Здесь находится единственный польдер на заливных лугах в Германии. В долине реки по голландскому образцу сооружена большая система дамб. Высокая дамба (зимняя дамба), протянувшаяся по западному краю долины, защищает прилегающие территории от зимнего подтопления. Вдоль русла Одера идет летняя дамба, которую каждый год открывают в ноябре. После этого воды Одера беспрепятственно заполняют широкую речную долину. Зимой и в начале весны луга на польдере стоят затопленные. Площадь разлива такова, что почти исключает опасность наводнения для портового города Щецина.
Если в апреле снова начинается подъём воды, шлюзы летней дамбы закрывают. Остатки воды выкачиваются в течение нескольких дней. Благодаря этому вплоть до осени луга могут использоваться как пастбища и сенокосы.
Крупные площади пойменных ландшафтов являются местом обитания для многих редких и охраняемых видов растений и животных, в том числе для бобра. На заливных лугах перемещаются огромные стаи перелетных птиц. Непосредственно по границе долина Одера переходит в холмистую местность. На некоторых её особенно сильно изрезанных склонах, сохранились остатки первоначальных лесов. Остальные склоны долины Одера вследствие многовекового пастбищного использования, покрыты суходольными лугами.

## Флора
Склоны долина Одера являются местом обитания редких видов животных и растений. Здесь растет, например, дуб пушистый — вид дуба с бархатистыми листьями. Поскольку этот вид относится к средиземноморской флоре, то в более восточных частях Европы для него слишком холодный климат.

## Фауна
Затопленные зимой луга служат прекрасным местом отдыха перелетных птиц. Постоянно наблюдается на территории парка лебедь-кликун. К птицам, гнездящимся в национальном парке, относятся такие редкие луговые виды, как коростель, турухтан, большой веретенник. В пойменных лесах и на деревьях, растущих на склонах долины Одера, гнездится иволга. Также в парке находится самая большая гнездовая колония чёрной болотной крачки.
Также здесь можно наблюдать обыкновенного зимородка и вертлявую камышовку. Последняя относится к наиболее угражаемым певчим птицам Европы. Она регулярно гнездится на сырых лугах и в тростниковых зарослях. В большом количестве эта птица встречается только восточнее, на луговых и болотных ландшафтах Польши и Белоруссии.
Особое внимание посетителей парка привлекают белые аисты, которые гнездятся на крышах близлежащих деревень. Также можно встретить более скрытного и редкого чёрного аиста. В национальном парке насчитывается от трех до пяти его пар.
В парке вновь расселились выдра, бобр, луговой лунь и орлан-белохвост.
В 2006 году в национальном парке гнездилась самая большая колония белокрылой болотной крачки во всей Германии. Тогда здесь насчитывалось 50 пар с 45 птенцами. Хорошие условия гнездования связаны с относительно долгим половодьем и наличием мелководных участков. Во время летней жары администрация парка поддерживает хорошие условия гнездования.
Рядом с колонией белокрылой болотной крачки в 2006 году гнездилась белощекая болотная крачка. Тогда в выводках насчитали 15 птенцов.

## Туризм
Долина Одера после основания парка получила известность как место для туризма. В 2004 году национальный парк посетили 150000 человек. Ещё весной 1997 года тогдашний министр окружающей среды Маттиас Платцек сказал: «Если сложить вместе всех однодневных и многодневных посетителей, которые приезжают в окрестности Шведта только из-за национального парка, то регион получает от них, по осторожной оценке, 2,6 млн немецких марок (1,3 млн евро).»
Исходным пунктом для части проводимых пеших и велосипедных прогулок является город Шведт или центр национального парка в Кривене. По одной из дамб проходит 465-километровый участок велосипедной дорожки Одер-Нейсе. Парк располагает дорожной сетью протяженностью свыше 200 км, 52 маркированными велосипедными и пешеходными маршрутами, тремя учебными тропами и тремя подъёмами с панорамными видами.

## Планы по развитию
Согласно положению о национальном парке 1995 года, не позднее 31 октября 2010 по меньшей мере половина территории должна была быть исключена из хозяйственного использования, с устранение любого вмешательства в природные процессы (строгий резерват), кроме организации защиты от паводков.
С 2004 по 2006 год в земле Бранденбург проходило обсуждение проблемы обновления положения о национальном парке 1995 года, с точки зрения его приемлемости для сельского хозяйства, рыболовства, водного хозяйства и местного населения. 25 октября ландтаг принял новое положение о национальном парке. В этом положении отменен временный отвод территории под зоны свободные от хозяйственного использования. Кроме этого обговаривается установление строгого резервата (охранная зона Ia и IIb) с ограниченным использованием на территории 50,1 %. Площадь, меньшая этой на 0,1 %, была бы нарушением Федерального закона об охране природы (на большей части территории национального парка, то есть более чем на 50 %, должны соблюдаются требования к охраняемой природной территории). Но если площадь находящейся по охраной территории составит 50,2 %, то это будет нарушением принятого в 2006 году Положения о Национальном парке Нижняя долина Одера.
Природоохранники считают серьёзным недостатком то, что при обновлении Положения об национальном парке в 2006 году сделаны уступки фермерам и рыболовам.

## Законодательство о национальном парке
- Положение о национальном парке Нижняя Долина Одера от 9 Ноября 2006. // Сборник законов и положений земли Бранденбург. — Часть I. — № 14. — Том 16. — С.141-149 (немецкий язык).
- Обновление положения о национальном парке 2006 года: обзорная карта национального парка (недоступная ссылка — история)..
- Положение о национальном парке Нижняя долина Одера от 27 июня 1995 // Сборник ззконов и положений земли Бранденбург. — Часть I. — № 12. — Том 28. — С.114-119 (немецкий язык)

## Фильмы
В национальном парке Нижняя Долина Одера (немецкий язык). Документальный фильм, 45 мин., Германия, 1987. Создатели: Ханна Лембекер и Александр Хуф. Производитель: Комплет-Медиа-ГмбХ, Грюнвальд(ISBN 3-89672-487-8)